# كلارنس هربرت سميث
كلارنس هربرت سميث (بالإنجليزية: Clarence Herbert Smith)‏ هو مهندس أسترالي، ولد في 1865 في Alma, Victoria ‏ في أستراليا، وتوفي في 1901 في Ardrossan, South Australia ‏ في أستراليا.